# 44-graphe de Grinberg
Le 44-graphe de Grinberg est, en théorie des graphes, un graphe 3-régulier possédant 44 sommets et 66 arêtes.

## Propriétés

### Propriétés générales
Le diamètre du 44-graphe de Grinberg, l'excentricité maximale de ses sommets, est 8, son rayon, l'excentricité minimale de ses sommets, est 7 et sa maille, la longueur de son plus court cycle, est 5. Il s'agit d'un graphe 3-sommet-connexe et d'un graphe 3-arête-connexe, c'est-à-dire qu'il est connexe et que pour le rendre déconnecté il faut le priver au minimum de 3 sommets ou de 3 arêtes.
Le 42-graphe de Grinberg peut être construit à partir du 44-graphe de Grinberg en supprimant une certaine arête ainsi que ses deux extrémités.

### Coloration
Le nombre chromatique du 44-graphe de Grinberg est 3. C'est-à-dire qu'il est possible de le colorer avec 3 couleurs de telle façon que deux sommets reliés par une arête soient toujours de couleurs différentes mais ce nombre est minimal. Il n'existe pas de 2-coloration valide du graphe.
L'indice chromatique du 44-graphe de Grinberg est 3. Il existe donc une 3-coloration des arêtes du graphe telles que deux arêtes incidentes à un même sommet soient toujours de couleurs différentes. Ce nombre est minimal.

### Propriétés algébriques
Le groupe d'automorphismes du 44-graphe de Grinberg est un groupe d'ordre 6 isomorphe au groupe symétrique S3.
Le polynôme caractéristique de la matrice d'adjacence du 44-graphe de Grinberg est : {\displaystyle (x-3)(x-1)(x^{2}+2x-1)^{3}(x^{3}+x^{2}-2x-1)(x^{9}+x^{8}-15x^{7}-14x^{6}+73x^{5}+56x^{4}-133x^{3}-62x^{2}+74x+3)(x^{12}-2x^{11}-15x^{10}+29x^{9}+81x^{8}-156x^{7}-180x^{6}+372x^{5}+113x^{4}-347x^{3}+63x^{2}+45x-7)^{2}}.